# ورنس لاس ماکن
ورنس لاس ماکن (به فرانسوی: Varennes-lès-Mâcon) یک کمون در فرانسه است که در بورگوین واقع شده‌است.

## خصوصیات
ورنس لاس ماکن ۴٫۷۵ کیلومترمربع مساحت و ۵۴۷ نفر جمعیت دارد و ۱۷۹ متر بالاتر از سطح دریا واقع شده‌است.